# Andreas Steiger
Andreas Steiger (geboren am 11. April 1973) ist ein deutscher Spieleautor.

## Leben
Steiger entwickelte ab 2009 das Kartenspiel Targi als Tuareg und veröffentlichte es 2012 bei Kosmos Spiele in der Serie Spiele für Zwei sowie später international. Targi wurde 2012 zum Kennerspiel des Jahres sowie zum International Gamers Award nominiert und gewann den À-la-carte-Kartenspielpreis. 2016 erschien Targi: Die Erweiterung als offizielle Erweiterung.
Hauptberuflich arbeitet Steiger als Erzieher in einem Kindergarten in Stuttgart-Vaihingen. Er ist verheiratet. Andreas Steiger ist außerdem als Schauspieler Mitglied im Improvisationstheater-Ensemble Krimiwerke.

## Ludographie (Auswahl)
- 2012: Targi (Kosmos Spiele)
- 2016: Targi: Die Erweiterung (Kosmos Spiele)
- 2022: Targi: Bonus Box (Kosmos Spiele)

## Auszeichnungen
- Kennerspiel des Jahres
  - Targi: nominiert 2012
- International Gamers Award
  - Targi: nominiert 2012
- À-la-carte-Kartenspielpreis
  - Targi: Gewinner 2012

## Belege
1. ↑  Ein Kirchheimer im Spiele-Kosmos. Der Teckbote, 29. Februar 2012; abgerufen am 4. September 2018.
2. ↑  Spiel-Entwickler aus Vaihingen: Von Null auf Hundert als Spiele-Erfinder. Stuttgarter Zeitung, 8. April 2014; abgerufen am 4. September 2018.